# Jerilyn Britz
Jerilyn Britz, född 1 januari 1943 i Minneapolis i Minnesota, är en amerikansk golfspelare som tävlade på LPGA-touren och vann två professionella titlar, varav en major.

## Biografi
Britz började spela golf vid 17 års ålder på en niohålsbana i Luverne, Minnesota. Efter att ha arbetat som gymnasielärare i fem år och sedan som högskolelärare i tre år, bestämde hon sig vid 30 års ålder att satsa på golf och blev professionell 1974, efter att ha kvalificerat sig för LPGA-touren på första försöket.

## Utmärkelser och erkännanden
Hon var den första kvinnan som invigdes i Rock County Historical Society’s Hall of Fame och finns även med i Mankato State College Athletic Hall of Fame. Britz placerade sig femma i Women's Superstars Athletic Competition 1980 och är omnämnd i Minnesota Women’s Who’s Who för åren 1978–79 och 1984–85. År 1979 blev hon utsedd till Golf Digest’s "Most Improved Golfer of the Year" och tilldelades samma år Peter Jackson Award för sina insatser i majortävlingar.

## Meriter[1]
- 1974 – Debut på touren; delad 10:e plats i både LPGA Championship och Lady Errol Classic.
- 1975–1978 – Flera topp-10-placeringar, inklusive delad 4:e plats vid Sarah Coventry Naples Classic 1976, delad 3:e plats vid NJH Open 1977 samt delad 3:e plats vid Patty Berg Classic 1978.
- 1979 – Vann sin första professionella titel – U.S. Women’s Open, sin enda major‑seger. Spelade sin karriärs lägsta runda, 64, i första omgången av LPGA Championship.
- 1980 – Vann Mary Kay Classic genom en suddendeath-chansning mot Nancy Lopez, vilket blev hennes andra LPGA‑seger.
- 1981 – Delad andraplats i LPGA Championship.
- 1982 – Delad fjärde plats i Inamori Classic.
- 1983–1985 – Flera toppresultat: T21 vid Samaritan Turquoise Classic 1983, T13 vid Mazda Classic of Deer Creek 1984 och T7 vid LPGA Corning Classic 1985.
- 1986 – Delad tredjeplats i Circle K Tucson Open.
- 1987–1988 – Delad 10:e plats i GNA/Glendale Federal Classic (1987); 5:e plats i LPGA Corning Classic (1988).
- 1990–1992 – Bästa placeringarna inkluderade delad 28:e plats i Phar-Mor Classic (1990), delad 25:e plats i Lady Keystone Open (1991) och delad 19:e plats i Las Vegas LPGA International (1992); säsongen påverkades av en skada i höger armbåge.
- 1995 – Bästa placering var delad nionde plats vid HealthSouth Inaugural.